# 돌론

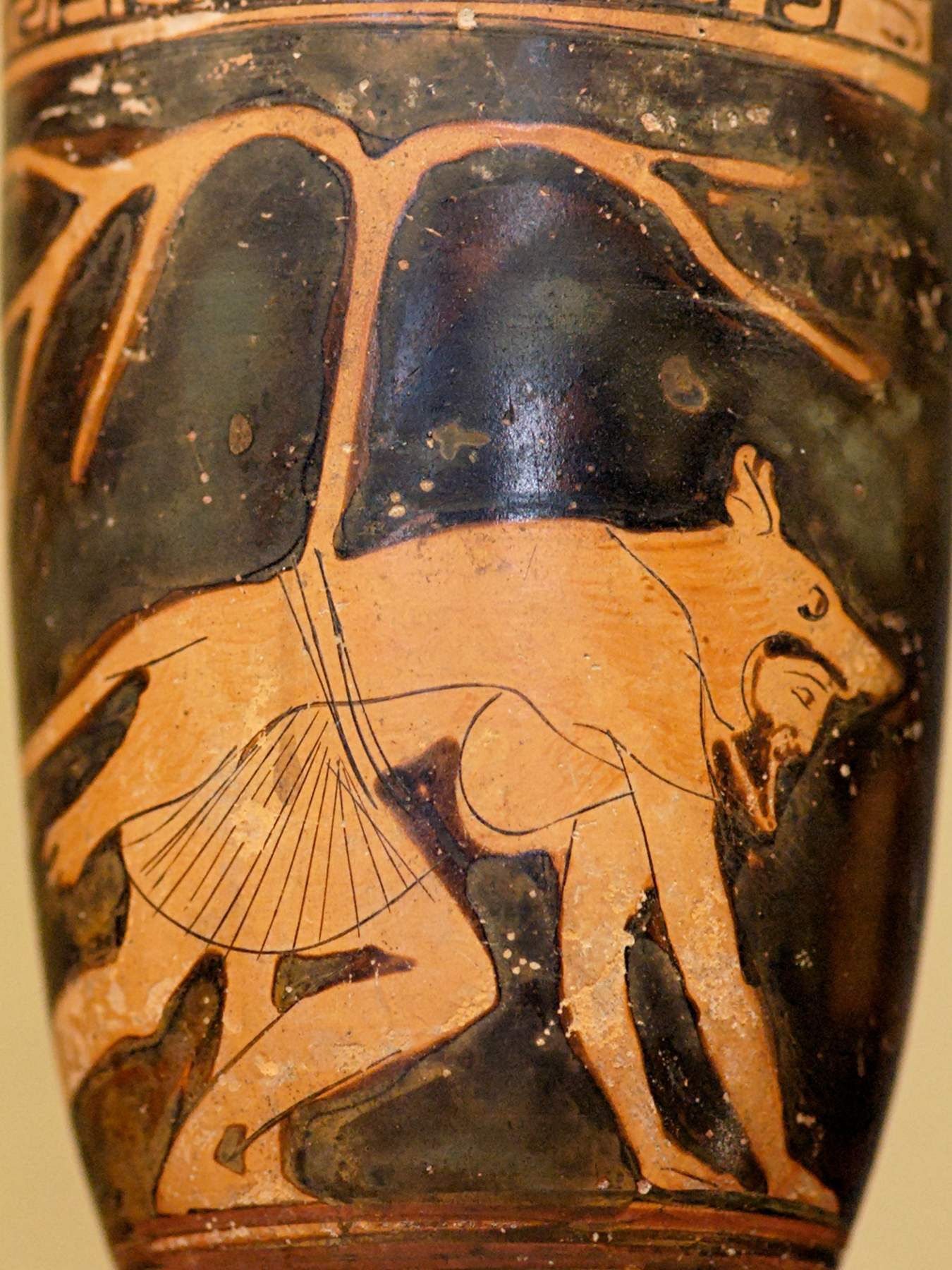

돌론(그리스어: Δόλων)은 그리스 신화에서 트로이아의 병사중에 하나였다. 그는 전령인 에우메데스의 외아들로 다섯 누이들이 있었으며 부유한 사람이었다. 돌론은 외모는 보기 흉했지만 걸음 빨랐다.
그는 그리스 진영으로 가서 무슨일이 벌어지고 있는지 정탐하겠다고 자원해 나서며 성공하면 아킬레우스의 준수한 말과 그의 전차를 달라고 요구했다. 그는 잿빛 늑대의 가죽을 입고 족제비 투구를 쓰고 그리스 진영으로 숨어들어갔으나 오딧세우스와 디오메데스에게 발각되어 도망쳤다.
그러나 디오메데스의 창에 겁이나 붙잡혔는데 오히려 그는 목숨을 살려달라면서 트로이군의 현황을 그리스군에게 알려주고 말았다. 그에게 정보를 캐낸 디오메데스는 그의 목을 베어 죽여버렸다. (호메로스. 일리아스, 제10권)
에우리피데스의 비극 레소스에도 돌론이 등장한다.